# 22598 Francespearl
22598 Francespearl è un asteroide della fascia principale. Scoperto nel 1998, presenta un'orbita caratterizzata da un semiasse maggiore pari a 2,2785468 UA e da un'eccentricità di 0,1789365, inclinata di 7,21472° rispetto all'eclittica.